# Кременчук експрес
«Кременчук експрéс» — регіональний поїзд (з 10 грудня 2017 року — № 670/669) сполученням Кременчук — Бахмач формуванням Південної залізниці.

## Історія
Потяг призначено з 11 грудня 2016 року. До цього курсували два потяги № 774/773 Кременчук — Київ та № 670/669 Кременчук — Бахмач з безпересадковим вагоном Кременчук — Гадяч. 
З 15 листопада 2016 року ці два потяги було скасовано. Замість них було призначено один потяг № 760/759 Кременчук — Київ через Бахмач. Але через скарги пасажирів потяг було скасовано з 10 грудня 2016 року та призначено два потяги № 791/792 Кременчук — Київ через Знам'янку та № 760/759 Кременчук — Бахмач. Пізніше було відновлено курсування безпресадкового вагону Кременчук — Гадяч у складі потяга «Столичний експрес» № 760/759.
З 10 грудня 2017 року змінена нумерація потяга на № 670/669.

## Інформація про курсування
Потяг курсує щоденно, крім вівторків.
На маршруті руху потяг зупиняється на 17 проміжних станціях.  
| Розклад руху потяга Кременчук — Бахмач на 2018 рік | Розклад руху потяга Кременчук — Бахмач на 2018 рік | Розклад руху потяга Кременчук — Бахмач на 2018 рік | Розклад руху потяга Кременчук — Бахмач на 2018 рік | Розклад руху потяга Кременчук — Бахмач на 2018 рік |
| Час прибуття                                       | Час відправлення                                   | Станція                                            | Час прибуття                                       | Час відправлення                                   |
| —                                                  | 00:15                                              | Кременчук                                          | 18:00                                              | —                                                  |
| 02:25                                              | 02:35                                              | Ромодан                                            | 15:38                                              | 15:48                                              |
| 03:38                                              | 03:53                                              | Лохвиця                                            | 14:13                                              | 14:33                                              |
| 07:25                                              | —                                                  | Бахмач                                             | —                                                  | 10:50                                              |
| -------------------------------------------------- | -------------------------------------------------- | -------------------------------------------------- | -------------------------------------------------- | -------------------------------------------------- |

| Розклад руху ВБС Кременчук — Гадяч на 2018 рік | Розклад руху ВБС Кременчук — Гадяч на 2018 рік | Розклад руху ВБС Кременчук — Гадяч на 2018 рік | Розклад руху ВБС Кременчук — Гадяч на 2018 рік | Розклад руху ВБС Кременчук — Гадяч на 2018 рік |
| Час прибуття                                   | Час відправлення                               | Станція                                        | Час прибуття                                   | Час відправлення                               |
| —                                              | 00:15                                          | Кременчук                                      | 18:00                                          | —                                              |
| 07:27                                          | —                                              | Гадяч                                          | —                                              | 12:20                                          |
| ---------------------------------------------- | ---------------------------------------------- | ---------------------------------------------- | ---------------------------------------------- | ---------------------------------------------- |

Актуальний розклад руху вказано у розділі «Розклад руху призначених поїздів» на офіційному вебсайті «Укрзалізниці».

## Схема потяга
В обігу один склад потяга формування вагонного депо ВЧ-4 регіональної філії Південна залізниця. По станції Кременчук колись був в обігу з потягом № 791/792 Кременчук — Київ.
Нумерація вагонів від Кременчука — з голови, від Бахмача — з хвоста потяга. 
Потягу встановлена схема з 5 вагонів:
- 2 плацкартних вагонів на 54 місць (№ 1-2)[2]
- 1 купейний вагон на 36 місця (№ 3)[3].

Також у складі потяга курсує безпересадковий вагон Кременчук — Гадяч:
- 1 плацкартний вагон 2 класу (№ 25).

На станції Лохвиця проводяться маневрові роботи щодо відчеплення/причеплення вагону № 25.
Схема потяга може відрізнятися від наведеної в залежності від сезону (зима, літо). Точну схему на конкретну дату можна подивитися в розділі «Оn-line резервування та придбання квитків» на офіційному вебсайті ПАТ «Укрзалізниця».
На станції Ромни відбувається зміна локомотивів ТЕП 70.